# Lavans-sur-Valouse
Lavans-sur-Valouse era una comuna francesa que estaba situada en el departamento de Jura, de la región de Borgoña-Franco Condado que el 1 de enero de 2019 pasó a formar parte de la comuna nueva de Saint-Hymetière-sur-Valouse.

## Historia
- En 1821 absorbe la comuna de Faverges.[4]
- En 1822 absorbe las comunas de Anchay y Montcoux.[4]

## Demografía
| Gráfica de evolución demográfica de Lavans-sur-Valouse entre 1800 y 2016 |
|                                                                          |

Los datos demográficos contemplados en este gráfico de la comuna de Lavans-sur-Valouse se han cogido de 1800 a 1999 de la página francesa EHESS/Cassini, y los demás datos de la página del INSEE.